# 凡希克凌大道車站 (IRT新地段線)
凡希克凌大道車站（英語：Van Siclen Avenue station）是美國紐約地鐵IRT新地段線的一個地鐵站，位於布魯克林東紐約凡希克凌大道及利沃尼亞大道交界，設有2號線（僅繁忙時段停站）、3號線（任何時候停站（深夜除外））、4號線（僅深夜停站）與5號線（僅繁忙時段停站）列車服務。

## 車站結構
| 月台層 | 側式月台 | 側式月台 |
| 月台層 | 北行     | ← 往哈萊姆-148街 (賓夕法尼亞大道) ← 深夜時往伍德羅恩 (賓夕法尼亞大道) ← 往威克菲爾德-241街 (只限繁忙時段) (賓夕法尼亞大道) ← 往伊斯徹斯特-代里大道 (只限繁忙時段) (賓夕法尼亞大道) |
| 月台層 | 中央道床 | → 無軌道或道床 |
| 月台層 | 南行     | → ( 深夜時) 往新地段大道 (總站) → → 往新地段大道 (只限繁忙時段) (總站) → |
| 月台層 | 側式月台 | |
| 夾層   | 夾層     | 閘機、車站詢問處、Metrocard自動售票機 |
| Ground | 街道層   | 出入口 |

此高架車站於1922年10月16日啟用，設有兩個側式月台和兩條軌道。兩條軌道中央預留了軌道空間但從來沒有鋪設軌道。兩個月台都比標準IRT列車長度510英呎要長。

## 外部連結
维基共享资源上的相關多媒體資源：凡希克凌大道車站
- nycsubway.org—Brooklyn IRT: Van Siclen Avenue
- Station Reporter — 3 Train
- The Subway Nut — Van Siclen Avenue Pictures（页面存档备份，存于）
- Van Siclen Avenue entrance from Google Maps Street View
- Platforms from Google Maps Street View